# Metal Machine Music
Metal Machine Music är ett album av Lou Reed, utgivet 1975.
Musiken på albumet består av rundgång från gitarrer, spelad i olika hastigheter. Den saknar helt melodi, rytmik och struktur och kan ses som ett tidigt exempel på noise. Varför Reed valde att göra denna minst sagt okommersiella skiva är inte helt klart, men en vanlig uppfattning är att han ville slippa ifrån sitt kontrakt med skivbolaget RCA.
Originalutgåvan var en dubbel-LP där varje låt upptog en sida. CD-utgåvor har senare getts ut av BMG 1998 och Buddah Records 2000.

## Låtlista
1. "Metal Machine Music, Part I" - 16:10
2. "Metal Machine Music, Part II" - 15:53
3. "Metal Machine Music, Part III" - 16:13
4. "Metal Machine Music, Part IV" - 15:55